# あかがわまき
あかがわ まき（1月2日 - ）は日本の女性声優。以前はアトリエピーチに所属していた。島根県出身。

## 出演作品

### ゲーム

#### 1999年
- 君の気持ち、僕のこころ（主人公の母）
- 爆走デコトラ伝説2 男人生夢一路（あき[1]、ひかる）

#### 2000年
- ゴーゴー・アイランド（鈴鳴 マミコ[1]）

#### 2001年
- Missing Blue（ウェイトレス）
- Memories Off 2nd

#### 2002年
- 蒼い海のトリスティア ～発明工房奮闘記～（ルーシー）

#### 2003年
- Memories Off Duet ～1st & 2nd stories～

#### 2005年
- 蒼い海のトリスティア ～ナノカ・フランカ発明工房記～（ルーシー）

### ラジオ
- ボイスシアター
  - 永遠の館（マリア[1]）
  - 魔法少女隊エンジェリオン（アナウンサー[1]）

### 吹き替え
- MYSTERYFAN SPECIAL MWA賞授賞式[1]

### TV
- ミステリチャンネル
  - Mysteryブックナビ（みーすけ[1]）
  - 世界のミステリ作家インタビュー（ナレーション[1]）

### 歌
- できる学習クラブ ケンチャコ大冒険（主題歌[1]）
- ぴこぴこぷちゅーん（PC「トゥインクルレビュー」挿入歌）[1]

### CD
- エターナルメロディー サウンドトラック（「時計の目の秘密」ヴォーカル）[1]

### CD-ROM
- モンモンタウンのケンチャコ大冒険（チャコ）[1]
- りゅうぐうドームのケンチャコ大冒険（チャコ）[1]
- ピンポン島のケンチャコ大冒険（チャコ）[1]
- 天空ランドのケンチャコ大冒険（チャコ）[1]
- ハイパースペースのケンチャコ大冒険（チャコ）[1]
- オーエドシティのケンチャコ大冒険（チャコ）[1]
- やまびこシティのケンチャコ大冒険 入学準備号（チャコ）[1]
- ケンチャコ大冒険 思考能力基礎（チャコ）[1]

### DVD
- 名探偵ポワロDVD-BOX3 特典ディスク（ナレーション）[1]

### ビデオ
- TAKARAポンポリー 取り扱い説明（ポンポリー）[1]

### 舞台
- とれえむは〜つ団プロデュース公演「二人芝居モンタージュ〜はじまりの記憶〜」（銀座みゆき館劇場）[1]

### その他
- 小学館ホームページ ミラクルくれよんのくれよん丸（ナレーション、おじいさん、おばあさん）[1]
- 平塚プラネタリウム
  - 織姫とピカちゃん（織姫）[1]
  - ギリシャ神話〜冠物語（アリアドネ）[1]
  - 流星雨の降る夜（母）[1]
  - ギャラクシークルーズ（部長ゆき）[1]
  - だれがおひさまかくしたの（りす、お日様）[1]
  - さよならお月さま（みみず隊員）[1]
- ぬいぐるみ ウブラブ（ベビー）[1]
- なんでもシール委員会（ナレーション）[1]
- なんでもスタンプ委員会（ナレーション）[1]
- もこもこシール委員会（ナレーション）[1]